# Nikolaus Faber
Pour les articles homonymes, voir Faber et Fabri.
Nikolaus Faber ou Nicolas Fabri, est un prêtre et facteur d'orgues allemand du XIVe siècle.

## Biographie
Faber est le plus ancien fabricant d'orgues allemand dont le nom nous soit parvenu. On lui doit l'orgue d'Halberstadt (1359-1361) qui est rénové en 1495 par Grégoire Kleng.
Jules Verne le mentionne au chapitre V de sa nouvelle M. Ré-Dièze et Mlle Mi-Bémol